# IE8500
Il chipset iE8500 (conosciuto anche con il nome in codice di TwinCastle), introdotto da Intel quale cuore della piattaforma Xeon MP basata sui core Potomac e Cranfords, vanta alcune nuove soluzioni tecniche. Il bus di sistema è stato portato a 667 MHz di clock partendo da una frequenza originaria di 400 MHz; quale diretta conseguenza la bandwidth massima teorica del bus è aumentata da 3,2 GB al secondo a 5,3 GB. Intel ha introdotto un'architettura con due distinti bus paralleli, ciascuno dei quali è in grado di supportare due processori fisici contemporaneamente: questo permette di avere un bus dedicato a 5,3 GB al secondo per ogni coppia di processori, consentendo una buona scalabilità delle prestazioni nel momento in cui questi aumentano di numero passando da 2 a 4.
Per sfruttare al meglio il bus di sistema, Intel ha introdotto il supporto alla memoria DDR2 400 con questa piattaforma, permettendo di sfruttare i benefici di questa tecnologia di memoria per quanto riguarda l'inferiore consumo rispetto alle memorie DDR tradizionali. Il controller memoria è di tipo Quad channel, soluzione che permette un raddoppio della bandwidth massima teorica rispetto alle tradizionali architetture Dual channel.
Questa piattaforma è stata pensata da Intel anche in prospettiva futura: con essa, infatti, il produttore statunitense ha posto le basi per il supporto alla successiva generazione di processori Xeon MP dotati di architettura Dual core, che sono stati introdotti sul mercato a partire dal 2006.
La piattaforma, inoltre, ha introdotto ufficialmente anche il supporto alla tecnologia Vanderpool, pensata per la virtualizzazione che è stata introdotta con le successive versione del processore Xeon MP.
Da segnalare, infine, alcune interessanti funzionalità che Intel ha implementato in questa nuova piattaforma, con l'obiettivo di differenziarla maggiormente con quella Xeon DP non solo sul piano del supporto al tipo di processori. Sono da notare quindi le tecnologie Memory Raid e Memory Hot Swap, con le quali è possibile avere una superiore salvaguardia dei dati e garantire che il sistema possa continuare a funzionare anche in presenza di malfunzionamenti a livello della memoria.